# Карацуба Степан Ісакович
Степан Ісакович Карацу́ба (24. 03(05. 04). 1897, хутор Очеретова Балка поблизу станиці Новокорсунська Кубанська область, Російська імперія нині Краснодарський край, Російська Федерація – 19. 01. 1984, м. Київ) – інженер-механік, авіабудівник, історик авіації, технічний директор, заступник головного конструктора дослідно-конструкторського відділу Київського авіаційного заводу.

## Життєпис
Освіта
Навчався у Тифліському землемірному училищі (1915-1918) Закінчив Катеринославське (Дніпропетровське) землемірне училище (1919). Студент Кубанського політехнічного інституту (1919-1921). Закінчив Київський політехнічний інститут (1929).
Професійна діяльність
З 1925 року працював на Київському авіаційному заводі, де пройшов шлях від робітника до головного інженера. З 1930 року технічний директор, заступник головного конструктора дослідно-конструкторського відділу Київського авіаційного заводу.
Викладач Київського політехнічного інституту. Член бюро та заступник голови секції історії авіації і космонавтики Українського відділення Радянського національного об’єднання істориків природознавства і техніки (1963), член Українського товариства охорони пам’яток історії та культури.
Заарештований КОУ НКВС УРСР 15 березня 1937 року, перебуваючи на посаді технічного директора Авіазаводу №43, засуджений Трійкою при КОУ НКВС УРСР за статтями 54-10 УК УССР, 54-7 УК УССР, 54-11 УК УССР 11.09.1937 року до 10 років виправно-трудових таборів.
Впродовж 10-ти років  працював у виправно-трудових таборах на Далекому Сході, в Бурятії, від літа 1943 року – в НДІ у м. Загорськ (нині Сергієв Посад, РФ).
Після звільнення працював начальником технічного відділу на механічному заводі плоскодрукувальних машин «Молот» (м. Єйськ Краснодарський край, нині РФ).
Реабілітований  29.05.1956 року рішенням Військового Трибуналу Київського військового округу на підставі відсутності складу злочину.
Відтоді працював на заводі «Київполіграфмаш» у м. Києві, від 1957 року – на пенсії.
Помер 19.01.1984 році у м. Києві, похований на міському кладовищі «Берківці», ділянка №15.
Родина
Батько-Карацуба Ісак Матвійович, мати-Карацуба Єпістимія Миронівна.
Був двічі одружений.
Перша дружина - Карацуба Матрона Кононівна (1930-1937), донька Маріанна (1931-1953) похована у м. Єйськ, син Андрій (1936-2017) похований у м. Києві на міському кладовищі «Берківці», ділянка №15.
Онуки: Олександр 1965 р.н., Костянтин 1972 р.н.
Друга дружина – Карацуба (Лобода) Анна Олімпіївна (1948-1966).

Наукові праці
Брав участь у написанні колектив. монографії «Очерки развития авиации на Украине» . [Колективна монографія] (1966). Упродовж багатьох років здійснював пошукову роботу, впорядковував і популяризував матеріали з історії повітроплавання та авіації в Україні.
Автор низки статей у періодиці, зокрема у часописах «Нариси з історії природознавства і техніки».
Статті:
Борьба с шумом и вибрационными ощущениями при механической обработке древесины на деревообрабатывающих станках (1956);
Планери Київського політехнічного інституту (1963);
Первые шаги планеризма на Украине (1965);
Карацуба С. І. З історії літакобудування на Україні / С.І. Карацуба // Нариси з історії природознавства і техніки. – Вип. 11.– 1970. – С. 66-72.
До історії літакобудування на Україні (1965);
Карацуба С.И. Киевские пионеры авиации – Делоне Николай Борисович (отец) и Делоне Борис Николаевич / С.И. Карацуба // Из истории авиации и космонавтики. – Москва, 1968. – Вып. 6. – С. 53-64;
Конструкторы Киевского общества воздухоплавания и их самолеты (1966, 1973);
Из 210 истории Киевской школы воздухоплавания. Ф.Ф. Андерс и его дирижабли (1968);
Карацуба С.І. Олександр Данилович Карпека (з історії Київської школи авіації) / С.І. Карацуба // Нариси з історії природознавства і техніки. – 1970. – Вип 12. – С. 88-91;
Жизнь, отданная любимому делу. (Бобров В.Ф.) (1969, 1970);
К истории развития авиации на Украине. Бобров Виктор Флавианович (1969);
Пионеры отечественной авиации братья Андрей, Евгений, Иван и Григорий Касьяненко и их самолеты (1970);
З історії літакобудування на Україні (1971); [К.К. Арцеулов] (1971);
Бобров Виктор Флавианович (1971);
Всесоюзные планерные соревнования (1971);
Карацуба С.І. Київське товариство повітроплавання / С.І. Карацуба // Нариси з історії природознавства і техніки. – 1972. – Вип. 16. – С. 77-81.
50 лет со времени открытия в Киеве первой в мире выставки по изучению мировых пространств (1973);
Андерс Федір Фердинандович (1975);
Дирижабли Ф.Ф. Андерса (1975, 1981);
Гансвиндт Герман (1975);
Основоположник практической космонавтики С.П. Королев (1976, 1983);
Из воспоминаний о Сергее Павловиче Королеве (1978);
Авіаційне науково-технічне товариство при Київському політехнічному інституті (1978, 1981); Исторические вехи Киевского авиационного завода в период 1920— 1940 гг. (1979);
Піонер вітчизняного дирижаблебудування (1979); Сикорский Игорь Иванович (1979) та ін.
Доповіді:
Планеры “КПИР” (1964); О.Д. Карпека (1964); Перші авіаційні підприємства на Півдні Росії (1967); Из истории воздухоплавания на Украине (1967, 1974); К 50-летию Киевского авиазавода (1969); На Луну по трассе Кондратюка (1969); Из истории авиамоделизма на Украине (1970); Памяти Ф.Ф. Андерса (1970); Григорьев В.П. (1970); С.П. Королев на Украине (1971, 1978); Ж удин Николай Дмитриевич (1973); Авиационные выставки в России (1974); Бобров В.Ф. (1974); Мозаика начала космической эры (1975, 1976); Развитие авиации в России до 1917 г. (1975, 1983); Игорь Иванович Сикорский (1975, 1979); На первой воздушной тропе [1975?]; Киев в истории воздухоплавания, авиации и космонавтики (1976, 1980); О путях приобщения С.П. Королева к ракетно-технической тематике (1979); Полет станции “Луна-16” (1980); 20 лет космической эры (1978); Яков Модестович Гаккель и Александр Сергеевич Кудашев и их самолеты (1980); 125 лет со дня рождения Делоне (1981); Кибальчич Николай Иванович (1981); Янгель Михаил Кузьмич (1981); Кто есть кто. Юрий Васильевич Кондратюк (1980); К.Э. Циолковский. Механика космического полета (1983); Планеры О.К. Антонова (б.д.) та ін.
Джерела
1.    Павлюченко В. И. Из авиационной биографии Карацубы С. И.: К 100-летию со дня рожд. // Авіатор. 1997, 18 верес.
2.    Карацуба Степан Ісакович / В. В. Татарчук // Енциклопедія Сучасної України [Електронний ресурс] / Редкол.: І. М. Дзюба, А. І. Жуковський, М. Г. Железняк [та ін.] ; НАН України, НТШ. – К. : Інститут енциклопедичних досліджень НАН України, 2017. – Режим доступу: https://esu.com.ua/article-9720
3.     Герасімова Т. В. Документальна спадщина українських істориків авіації та авіаконструкторів з фондів Інституту рукопису НБУВ: джерелознавчий аспект [Електронний ресурс] / Т. В. Герасімова // Рукописна та книжкова спадщина України. - 2016. - Вип. 20. - С. 102-111. - Режим доступу: http://nbuv.gov.ua/UJRN/rks_2016_20_8
4.     Особові архівні фонди Інституту рукопису : Путівник / Національна академія наук України. Національна бібліотека України ім. В. І. Вернадського. Інститут рукопису; Ред. колегія: О. С. Онищенко (відп. редактор), Г. В. Боряк, С. Г. Даневич (відп. секретар), Л. А. Дубровіна (заст. відпов. редактора), Н. М. Зубкова, Т. І. Ківшар, С. Г. Кулєшов, В. Ю. Омельчук, Ю. А. Пінчук, П. Т. Тронько. – К., 2002. – 768 c. – URL: http://irbis-nbuv.gov.ua/everlib/item/er-0001837
- ЕСУ